# 朱冕 (嘉靖進士)
朱冕（1491年—？），字文中，號檢菴，江西南昌府豐城縣人，民籍，明朝政治人物。

## 生平
嘉靖四年（1525年）乙酉科江西鄉試第十八名舉人。嘉靖八年（1529年）中式己丑科會試第二百七十九名，登第三甲第七十三名進士。授福清县知县，嘉靖十三年曾与林有年纂修《福清县志》十卷。升刑部主事，嘉靖十五年（1536年）十月因张延龄案被逮入狱，後赎杖還職。谪无为州同知，遷揚州府同知。

## 家族
曾祖朱仲方；祖父朱寬；父朱廷輝，曾任縣丞。前母酆氏；母余氏。慈侍下。